# Ère Kyōtoku
L'ère Kyōtoku (享徳) est une des ères du Japon (後花園天皇) après l'ère Hōtoku et avant l'ère Kōshō. Cette ère couvre la période allant du mois de juillet 1452 au mois de juillet 1455. L'empereur régnant est Go-Hanazono-Tennō (後花園天皇).

## Changement d'ère
- 1452 Kyōtoku gannen (享徳元年?) : Le nom de la nouvelle ère est créé pour marquer un événement ou une succession d'événements. La précédente ère se termine quand commence la nouvelle, en Hōtoku 4.

## Événements de l'ère Kyōtoku
- 1453 (Kyōtoku 2, 6e mois) : Le nom du shogun Yoshinari est changé en Ashikaga Yoshimasa, qui est le nom par lequel il est à présent plus communément connu[3].
- 1454 (Kyōtoku 3) : Ashikaga Shigeuji manœuvre pour faire assassiner d'Uesugi Noritada[4], commençant ainsi une série de conflits pour le contrôle de la région de Kantō. Cet événement est connu sous le nom d'« incident de Kyōtoku »[5].

| Kyōtoku   | 1re  | 2e   | 3e   | 4e   |  |
| Grégorien | 1452 | 1453 | 1454 | 1455 |  |